# Askøy-Brücke
Die Askøy-Brücke (norwegisch Askøybrua) ist eine als Hängebrücke errichtete Straßenbrücke in den Kommunen Askøy und Bergen in der norwegischen Fylke (Provinz) Vestland.

## Geographie
Die Brücke überbrückt den Byfjord und verbindet die nördlich liegende Insel Askøy mit der südlich gelegenen Stadt Bergen. Über die Brücke wird der Riksvei 562 geführt. Unmittelbar am südlichen Brückenkopf liegt der Bergener Stadtteil Kjøkkelvik.

## Geschichte

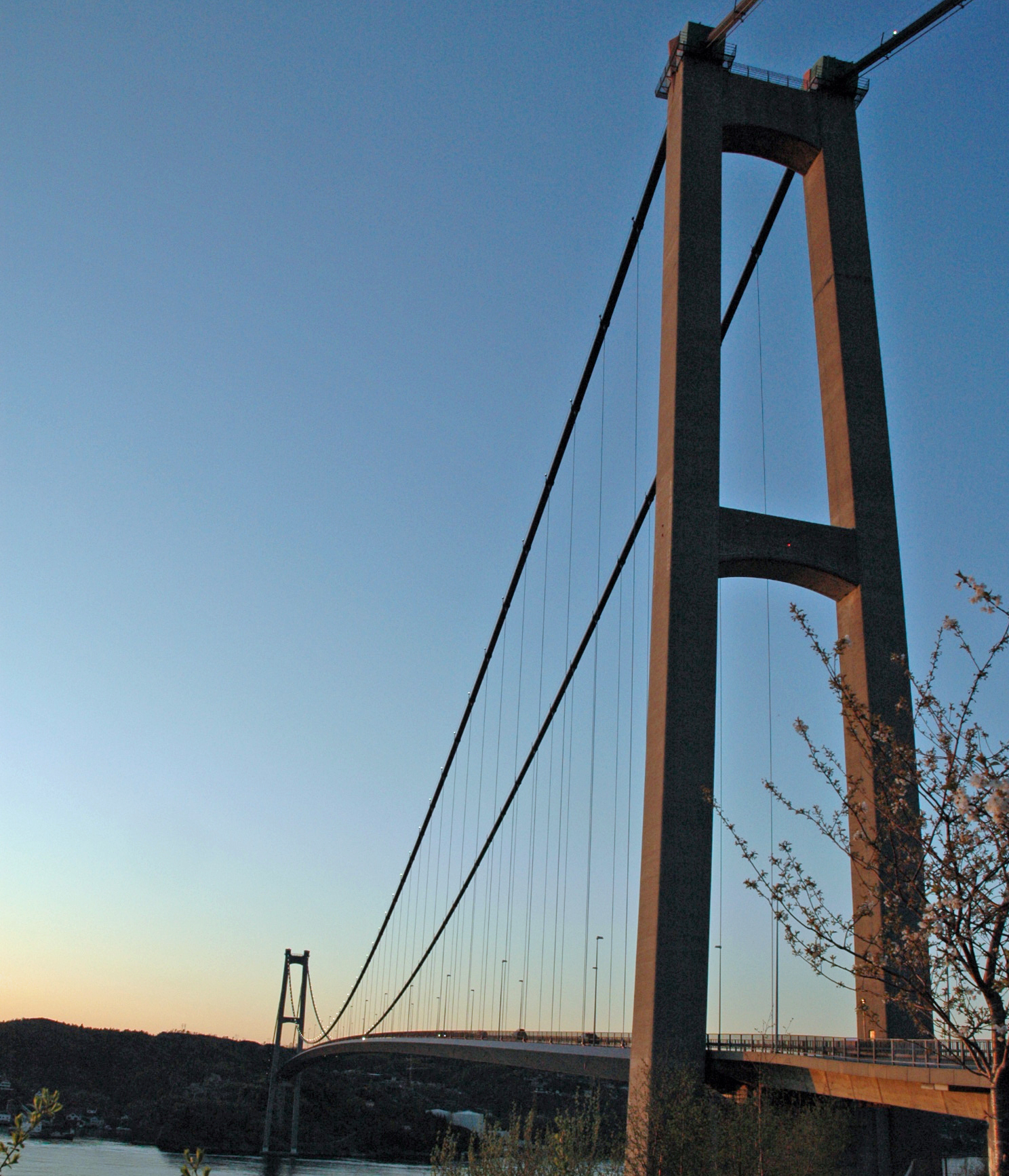
Askøy-Brücke, 2007

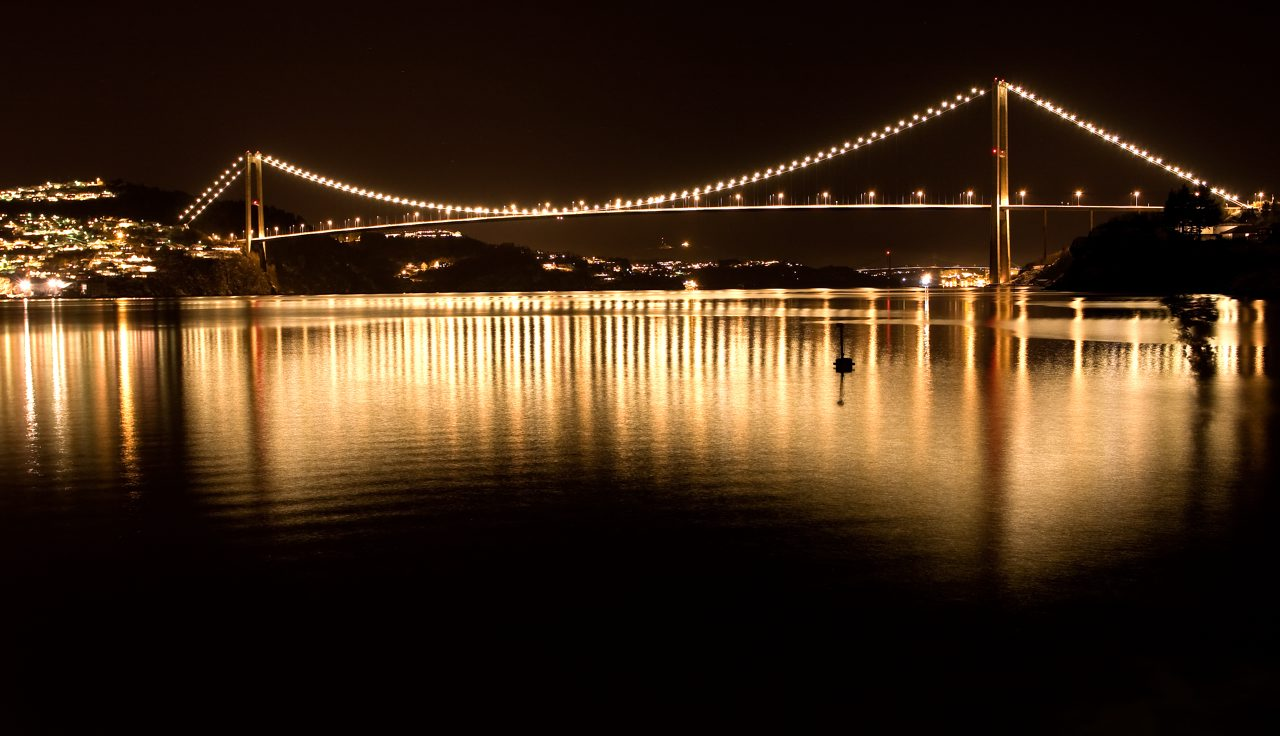
Askøy-Brücke bei Nacht, 2008

1960 gab es erste Pläne die bis dahin bestehende Fährverbindung durch eine Brücke zu ersetzen. Im Jahr 1974 wurde die Askøybrua AS gegründet, deren Anteile von mehreren Gemeinden gehalten wurden. 1985 stimmte Bergen für die Planungen, 1986 Askøy und die Straßenverwaltung. Das norwegische Parlament Storting stimmte 1987 den Plänen zu. Die Kostenplanung ging von Kosten in Höhe von 696 Millionen Norwegische Kronen aus. Der tatsächliche Bau wurde 1989 aufgenommen und war 1992 abgeschlossen. Am 12. Dezember 1992 wurde die Brücke eröffnet und war zunächst mautpflichtig. Die Mauterhebung wurde am 18. November 2006 eingestellt. Die Verkehrszahlen stiegen nach der Mautaufhebung deutlich an. Es verkehren nun etwa 20.000 Fahrzeuge am Tag die Brücke. In den Hauptverkehrszeiten können sich Staus ergeben. Nördlich der Brücke steigerte sich die Besiedlung und die Bevölkerungszahlen deutlich.

## Architektur
Die größte Spannweite der 1057 Meter langen Stahlbrücke beträgt 850 Meter. Die Durchfahrtshöhe wird mit 63 Metern, die Höhe der Brückenmasten mit 152 Metern angegeben. Bis zur Eröffnung der Hardanger-Brücke im Jahr 2013 war die Askøy-Brücke die längste Hängebrücke Norwegens.
In Teilen erhielt die Brücke eine blaue Farbgebung. Farbe, Beleuchtung und Gestaltung der Brückentürme erfolgte durch das Architekturbüro Selberg Arkitekter AS.
Die über die Brücke führende Straße verfügt über eine Fahrspur je Richtung sowie jeweils einen Rad- und Fußweg.